# Bulletproof (singel La Roux)
Bulletproof – utwór muzyczny brytyjskiego duetu La Roux, wydany w czerwcu 2009 przez wytwórnię Polydor Records jako trzeci singel z ich debiutanckiej płyty La Roux. Utwór został napisany i wyprodukowany przez członków zespołu, Elly Jackson i Bena Langmaida. Stylistycznie jest utrzymany w stylu synth popowym.
Piosenka osiągnęła duży sukces komercyjny, debiutując na 1. miejscu brytyjskiej listy przebojów i sprzedając się w ponad 2 milionach egzemplarzy w samych Stanach Zjednoczonych. Pozostaje największym przebojem w karierze La Roux. Utwór spotkał się też w większości z pozytywnym przyjęciem ze strony krytyków, otrzymując przychylne recenzje m.in. od portali Pitchfork i Digital Spy, a także od BBC. Amerykańskie czasopismo Rolling Stone uznało „Bulletproof” za jedną z najlepszych piosenek 2009 roku. Teledysk do utworu został wyreżyserowany przez The Holograms.

## Lista utworów
- UK CD single/digital EP[6]

1. „Bulletproof” – 3:25
2. „Bulletproof” (Zinc Remix) – 5:48
3. „Bulletproof” (Tepr TsunAimee Remix) – 5:35

- US digital EP[7]

1. „Bulletproof” (Dave Audé Cherry Radio Remix) – 3:55
2. „Bulletproof” (Manhattan Clique Remix Radio) – 3:27
3. „Bulletproof” (Tepr TsunAimee Remix) – 5:35
4. „Bulletproof” (Zinc Remix) – 5:49
5. „Bulletproof” (Lagos Boys Choir Remix) – 5:16

## Pozycje na listach
| Kraj              | Pozycja | Certyfikat          |
| ----------------- | ------- | ------------------- |
| Wielka Brytania   | 1       | złota płyta         |
| Irlandia          | 5       |                     |
| Niemcy            | 13      | złota płyta         |
| Austria           | 3       |                     |
| Szwajcaria        | 42      |                     |
| Belgia            | 5       |                     |
| Holandia          | 20      |                     |
| Norwegia          | 18      |                     |
| Australia         | 5       | 2 × platynowa płyta |
| Nowa Zelandia     | 7       | złota płyta         |
| Stany Zjednoczone | 8       | 2 × platynowa płyta |